# Woodlawn (Kentucky)
Woodlawn – miasto w Stanach Zjednoczonych, w stanie Kentucky, w hrabstwie Campbell.